# كوبا ليبرتادوريس 2012
كوبا ليبرتادوريس أميريكا 2012 (تعرف رسمياً بكوبا سانتاندير ليبرتادوريس أميريكا 2012 لأسباب الرعاية) سوف تكون النسخة الثانية والخمسون من كوبا ليبرتادوريس، مسابقة أندية الكونميبول الدولية الممتازة. الفائز سوف يلعب في ريكوبا سود أميريكانا 2013 وأفضل فريق غير مكسيكي سوف يلعب في كأس العالم لأندية كرة القدم 2012. حامل اللقب هو النادي البرازيلي سانتوس. قرعة المسابقة ستقام يوم 25 نوفمبر، 2011، في لوكي، باراغواي.

## الفرق المتأهلة
الاتحادات التالية أعتمدت طرق تأهل جديدة لهذه المسابقة: (قد يكون أكثر المعروفة باسم طرق التأهل لبعض الدول التي ستعرف)

## القرعة
أقيمت قرعة المسابقة يوم 25 نوفمبر عند الساعة 15:00 ت ع م−03:00 في لوكي، باراغواي.
في الجولة الأولى كل مواجهة من بين المواجهات الستة تحتوي على فريق من كل وعاء. أما في الجولة الثانية، تضم كل مجموعة فريق واحد من كل وعاء. الفرق التي من نفس الاتحاد في الوعائين 1 و3 لا يمكن وضعهم في نفس المجموعة. ولكن، إذا كان الفائز بمواجهة من الجولة الأولى ممكن أن يوضع في مجموعة تضم فريق من اتحاده.
وفقاً الاتفاق لتحديد تصنيف كوبا ليبرتادوريس 2011، بوليفيا، تشيلي، باراغواي وأوروجواي جميعهم لديهم مقعد 1 تم تصنيفه لعام 2012 بدلاً من الفرق صاحب المقعد 1 من كولومبيا، إكوادور، بيرو وفنزويلا لعام 2011.
| الجولة الأولى                                                       | الجولة الأولى                                                                               |
| وعاء 1                                                              | وعاء 2                                                                                      |
| ------------------------------------------------------------------- | ------------------------------------------------------------------------------------------- |
| - أرسنال† - فلامينغو† - إنترناسيونال† - ليبيرتاد† - بنيارول - أونال | - ريال بوتوسي† - يونيون إسبانيولا† - أونس كالداس† - إل ناسيونال† - سبورت وانكايو† - كاراكاس |

† الفرق التي لم تكن متأهلة بعد عندما تم إجراء القرعة.

## الجدول
جميع المواعيد تم اعتمداها ليوم الأربعاء، لكن ممكن لعب المبريات قبله بيوم (الثلاثاء) وكذالك (الخميس).
| الجولة         | المواجهة الأولى                                     | المواجهة الثانية                                    |
| -------------- | --------------------------------------------------- | --------------------------------------------------- |
| الجولة الأولى  | 25 يناير                                            | 1 فبراير                                            |
| الجولة الثانية | 8، 15، 22 فبراير 7، 14، 21، 28 مارس 4، 11، 18 أبريل | 8، 15، 22 فبراير 7، 14، 21، 28 مارس 4، 11، 18 أبريل |
| دور الستة عشر  | 2 مايو                                              | 9 مايو                                              |
| ربع النهائي    | 16 مايو                                             | 23 مايو                                             |
| نصف النهائي    | 13 يونيو                                            | 20 يونيو                                            |
| النهائي        | 27 يونيو                                            | 4 يوليو                                             |

## الجولة الأولى
سوف تنطلق الجولة الأولى يوم 24 يناير وتنتهي يوم 2 فبراير. سيلعب الفريق 2 المواجهة الأولى على أرضه.
| الفرق         | الفرق | الفرق            | النتائج         | النتائج          | كسر التعادل | كسر التعادل | كسر التعادل |
| فريق 1        | نقاط  | فريق 2           | المواجهة الأولى | المواجهة الثانية | فرق         | أ.خ.ق       | ركل.        |
| ------------- | ----- | ---------------- | --------------- | ---------------- | ----------- | ----------- | ----------- |
| سبورت وانكايو | 4:1   | أرسنال           | 0–3             | 1–1              | —           | —           | —           |
| فلامينغو      | 3:3   | ريال بوتوسي      | 1–2             | 2–0              | +1:–1       | —           | —           |
| كاراكاس       | G3    | بنيارول          | 0–4             | 2 فبراير         |             |             |             |
| ليبيرتاد      | 3:3   | إل ناسيونال      | 0–1             | 4–1              | +2:–2       | —           | —           |
| أونس كالداس   | 4:1   | إنترناسيونال     | 0–1             | 2–2              | —           | —           | —           |
| أونال         | G6    | يونيون إسبانيولا | 0–1             | 2 فبراير         |             |             |             |

## الجولة الثانية
الجولة الثانية سوف تلعب ذهاباً وإياباً بنظام الدوري، على أن تبدأ يوم 7 فبراير وتنتهي يوم 19 أبريل. الفريقين الأفضل من كل مجموعة سيتأهلون إلى دور الستة عشر.

### المجموعة الأولى
| الفريق       | نقاط | فرق | عليه | له | خ | ت | ف | لعب |
| ------------ | ---- | --- | ---- | -- | - | - | - | --- |
| سانتوس       | 0    | 0   | 0    | 0  | 0 | 0 | 0 | 0   |
| خوان أريش    | 0    | 0   | 0    | 0  | 0 | 0 | 0 | 0   |
| ذي سترونغيست | 0    | 0   | 0    | 0  | 0 | 0 | 0 | 0   |
| إنترناسيونال | 0    | 0   | 0    | 0  | 0 | 0 | 0 | 0   |

### المجموعة الثانية
| الفريق   | نقاط | فرق | عليه | له | خ | ت | ف | لعب |
| -------- | ---- | --- | ---- | -- | - | - | - | --- |
| أوليمبيا | 0    | 0   | 0    | 0  | 0 | 0 | 0 | 0   |
| إيميلك   | 0    | 0   | 0    | 0  | 0 | 0 | 0 | 0   |
| لانوس    | 0    | 0   | 0    | 0  | 0 | 0 | 0 | 0   |
| فلامينغو | 0    | 0   | 0    | 0  | 0 | 0 | 0 | 0   |

### المجموعة الثالثة
| الفريق               | نقاط | فرق | عليه | له | خ | ت | ف | لعب |
| -------------------- | ---- | --- | ---- | -- | - | - | - | --- |
| بوليفار              | 0    | 0   | 0    | 0  | 0 | 0 | 0 | 0   |
| جونيور               | 0    | 0   | 0    | 0  | 0 | 0 | 0 | 0   |
| يونيفرسيداد كاتوليكا | 0    | 0   | 0    | 0  | 0 | 0 | 0 | 0   |
| فائز المواجهة G6     | 0    | 0   | 0    | 0  | 0 | 0 | 0 | 0   |

### المجموعة الرابعة
| الفريق       | نقاط | فرق | عليه | له | خ | ت | ف | لعب |
| ------------ | ---- | --- | ---- | -- | - | - | - | --- |
| بوكا جونيورز | 0    | 0   | 0    | 0  | 0 | 0 | 0 | 0   |
| زامورا       | 0    | 0   | 0    | 0  | 0 | 0 | 0 | 0   |
| فلومينينسي   | 0    | 0   | 0    | 0  | 0 | 0 | 0 | 0   |
| أرسنال       | 0    | 0   | 0    | 0  | 0 | 0 | 0 | 0   |

### المجموعة الخامسة
| الفريق        | نقاط | فرق | عليه | له | خ | ت | ف | لعب |
| ------------- | ---- | --- | ---- | -- | - | - | - | --- |
| ناسيونال      | 0    | 0   | 0    | 0  | 0 | 0 | 0 | 0   |
| أليانزا ليما  | 0    | 0   | 0    | 0  | 0 | 0 | 0 | 0   |
| فاسكو دا غاما | 0    | 0   | 0    | 0  | 0 | 0 | 0 | 0   |
| ليبيرتاد      | 0    | 0   | 0    | 0  | 0 | 0 | 0 | 0   |

### المجموعة السادسة
| الفريق           | نقاط | فرق | عليه | له | خ | ت | ف | لعب |
| ---------------- | ---- | --- | ---- | -- | - | - | - | --- |
| كورينثيانز       | 0    | 0   | 0    | 0  | 0 | 0 | 0 | 0   |
| ديبورتيفو تاشيرا | 0    | 0   | 0    | 0  | 0 | 0 | 0 | 0   |
| ناسيونال         | 0    | 0   | 0    | 0  | 0 | 0 | 0 | 0   |
| كروز أزول        | 0    | 0   | 0    | 0  | 0 | 0 | 0 | 0   |

### المجموعة السابعة
| الفريق            | نقاط | فرق | عليه | له | خ | ت | ف | لعب |
| ----------------- | ---- | --- | ---- | -- | - | - | - | --- |
| فيليز سارسفيلد    | 0    | 0   | 0    | 0  | 0 | 0 | 0 | 0   |
| ديبورتيفو كويتو   | 0    | 0   | 0    | 0  | 0 | 0 | 0 | 0   |
| ديفينسور سبورتينغ | 0    | 0   | 0    | 0  | 0 | 0 | 0 | 0   |
| غوادالاخارا       | 0    | 0   | 0    | 0  | 0 | 0 | 0 | 0   |

### المجموعة الثامنة
| الفريق            | نقاط | فرق | عليه | له | خ | ت | ف | لعب |
| ----------------- | ---- | --- | ---- | -- | - | - | - | --- |
| يونيفرسيداد تشيلي | 0    | 0   | 0    | 0  | 0 | 0 | 0 | 0   |
| أتليتيكو ناسيونال | 0    | 0   | 0    | 0  | 0 | 0 | 0 | 0   |
| غودوي كروز        | 0    | 0   | 0    | 0  | 0 | 0 | 0 | 0   |
| فائز المواجهة G3  | 0    | 0   | 0    | 0  | 0 | 0 | 0 | 0   |

## النهائي
سوف تلعب النهائيات بنظام المواجهتين، حيث يلعب الفريق صاحب أفضل تصنيف المواجهة الثانية على أرضه. إذا يكون الفريقين متساويين بفارق الأهداف عن تطبيق اللوائح المرجوة في المواجهة الثانية، لن يتم تطبيق قانون الأهداف خارج القواعد وسوف تلعب 30 دقيقة من الوقت الإضافي. وإذ بقي التعادل هو سيد الموقف سيتم حسم اللقب عن طريق ركلات الترجيح.
| فائز F2 | ضد | فائز F1 |
| ------- | -- | ------- |
|         |    |         |

| فائز F1 | ضد | فائز F2 |
| ------- | -- | ------- |
|         |    |         |

## وصلات خارجية
- الموقع الرسمي (ب[غير محدد] خطأ: {{اللغة-؟؟}}: لا نص (مساعدة))